# Акаґі (авіаносець)
Акаґі (яп. 赤城) — ударний авіаносець Імперського авіаносного флоту Японії. Названий на честь сплячого вулкана Акаґі в долині Канто.
Спочатку проєктувався як лінійний крейсер, однак проєкт був змінений, і корабель перебудували на авіаносець. «Акаґі» був спущений на воду 22 квітня 1925. Він був одним з перших авіаносців Імператорського ВМФ. Флагман першого авіаносного флоту «Кідо бутан» Імператорського флоту Японії.

## Конструкція

### Історія створення
«Акаґі» був закладений як крейсер класу Амаґі на Курі, Японія. Проте згідно з Вашингтонським морським договором про роззброєння ВМС, після Першої світової війни Японія повинна була утилізувати декілька недобудованих лінійних кораблів або перебудувати два з них в авіаносці. Тому штаб японського флоту ухвалив рішення про перебудову лінійних крейсерів «Акаґі» та «Амаґі» в авіаносці з проєктною водотоннажністю 40 000 тонн та швидкістю 30 вузлів.
Роботи почались в 1923 році, але під час землетрусу корпус «Амаґі» отримав сильні пошкодження та був утилізований. «Акаґі» був завершений в березні 1927 року. Цей гладкопалубний корабель з двома трубами з правого краю польотної палуби та потрійної польотною палубою на носі мав десять 200-мм гармат.
Через десять років «Акаґі» був повністю перебудований, отримавши більшу злітно- посадкову палубу та невелику надбудову з лівого боку для спрощення використання корабля у взаємодії з іншими авіаносцями, але це призвело до значного зростання аварійності літаків при посадці порівняно з кораблями з правою надбудовою.

### Авіація
За час експлуатації авіаносець ніс на борту майже всі типи довоєнних японських палубних літаків. Спочатку авіагрупа «Акаґі» мала у своєму складі 60 літаків (28 торпедоносців-бомбардувальників Mitsubishi B1M3, 16 винищувачів Nakajima A1N та 16 розвідувальних літаків Mitsubishi 2MR). На початку 1930-х років бомбардувальники були замінені на Mitsubishi B2M.
Тактика використання японської палубної авіації передбачала значно більшу частку ударних літаків порівняно з потенційним противником — американцями. Після модернізації з 1938 року авіагрупа  корабля складалась з 66 літаків, готових до польотів та 25 в розібраному стані (12 винищувачів Mitsubishi A5M «Клод» та 4 розібраних, 19 пікірувальних бомбардувальників Aichi D1A та 5 розібраних, 35 бомбардувальників-торпедоносців Yokosuka B4Y «Джин» та 16 розібраних).
До початку війни на Тихому океані «Акаґі», як і всі авіаносці Ударного з'єднання, був переозброєний на літаки нових типів. Його авіагрупа під час атаки на Перл-Гарбор включала 63 літаки (18 винищувачів
Mitsubishi A6M, 27 торпедоносців-бомбардувальників B5N «Кейт» та 18 пікірувальних бомбардувальників Aichi D3A1 «Вел»). Перша в історії битва авіаносців в Кораловому морі продемонструвала необхідність підсилення винищувального прикриття авіаносців, тому в свій останній похід до атола Мідвей «Акаґі» вирушив, маючи на борту 24 винищувачі, 18 торпедоносців та 18 пікірувальників. Оскільки авіаносець був флагманом ударного флоту, то він був привабливим місцем служби, тому його авіагрупа (особливо ударні літаки) була укомплектована найкращими пілотами флоту.

### Озброєння
Спочатку «Акаґі» був озброєний десятьма 203,2-мм гарматами довжиною 50 калібрів: чотири гармати розміщувались в двогарматних баштах, встановлених по бортах в районі середньої польотної палуби перед бойовим містком. Решта шість гармат розташовувались в казематах по обох бортах в кормовій частині авіаносця. Японські конструктори розраховували, що в безпосередньому бою з американськими авіаносцями «Саратога» та «Лексінгтон» перевага буде за японськими кораблями, оскільки американські авіаносці мали тільки 8 гармат калібру 203,2 мм. Проте розташування гармат на японському авіаносці виявилось дуже невигідним. Якщо американці могли зосередити на кожному борту вогонь всіх восьми гармат, то японський авіаносець міг дати бортовий залп тільки з п'яти гармат. При модернізації дві гарматні башти були демонтовані.
Основу зенітної артилерії складали 12 120-мм гармат довжиною 45 калібрів. Зенітні гармати розміщувались в барбетах по обох бортах корабля. При модернізації зенітне озброєння авіаносця посилили чотирнадцятьма спареними 25-мм автоматами, розташованими на платформах, по сім на кожен борт (3 на носі та 4 на кормі). Управління вогнем артилерії середнього калібру (важкою зенітною артилерією) здійснювалось за допомогою двох постів керування вогнем, розташованих по обох бортах корабля. 120-мм зенітні гармати до початку війни були явно застарілими, проте нестача коштів не дозволила провести їх заміну. Конструктори вважали, що їх невисокі характеристики будуть компенсовані великим числом зенітних автоматів.

## Бойове застосування

### Флагманський корабель

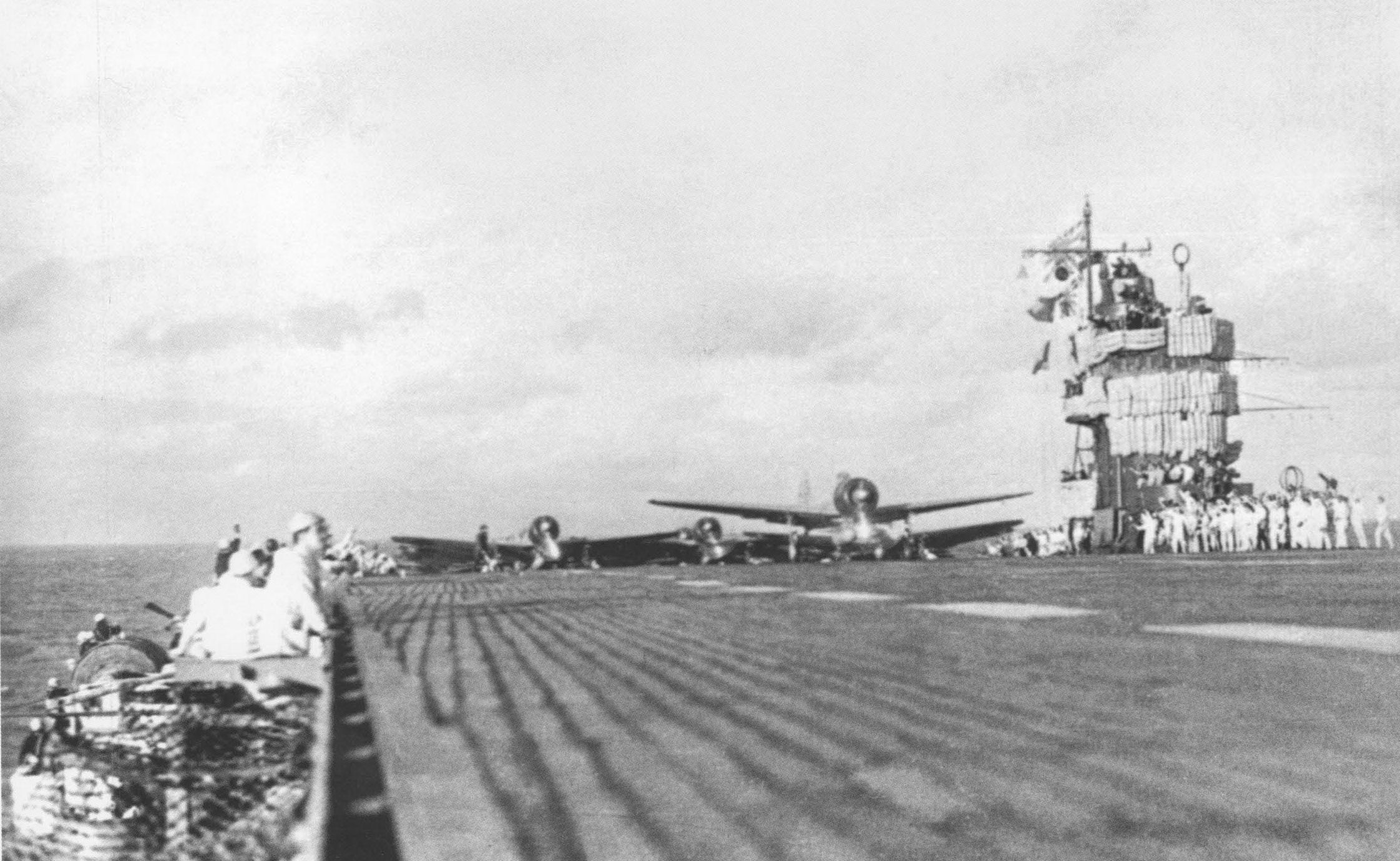
Зліт літаків другої хвилі. 7 грудня 1941 року

«Акаґі» увійшов до складу 1-ї дивізії авіаносців і як флагманський корабель віцеадмірала Тюїті Наґумо очолив напад на Перл-Гарбор. Потім «Акаґі» очолював рейди в Ост-Індію та Індійський океан, потопив англійський авіаносець «Гермес». Пізніше брав участь у захопленні Яви та Суматри.

### Загибель біля острова Мідвей
Під час битви за Мідвей 4 червня 1942 року авіагрупа «Акаґі» здійснила наліт на острів Мідвей, проте о 10:22 «Акаґі» був атакований літаками з авіаносця ВМС США «Ентерпрайз».
Спочатку 454-кг бомба вибухнула в ангарі японського корабля, і там виникла пожежа, внаслідок якої сталось займання авіаційного палива. Пізніше вибух 227-кг бомби викликав загоряння літаків на політній палубі. Залишений екіпажем, корабель горів більше ніж 9 годин. Після цього «Акаґі» був затоплений.